# Guzmania zakii
Espèce
Classification phylogénétique
Statut de conservation UICN

 VU D2 : Vulnérable
Guzmania zakii est une espèce de plantes de la famille des Bromeliaceae, endémique d'Équateur.